# Cueva del Agua de Tíscar

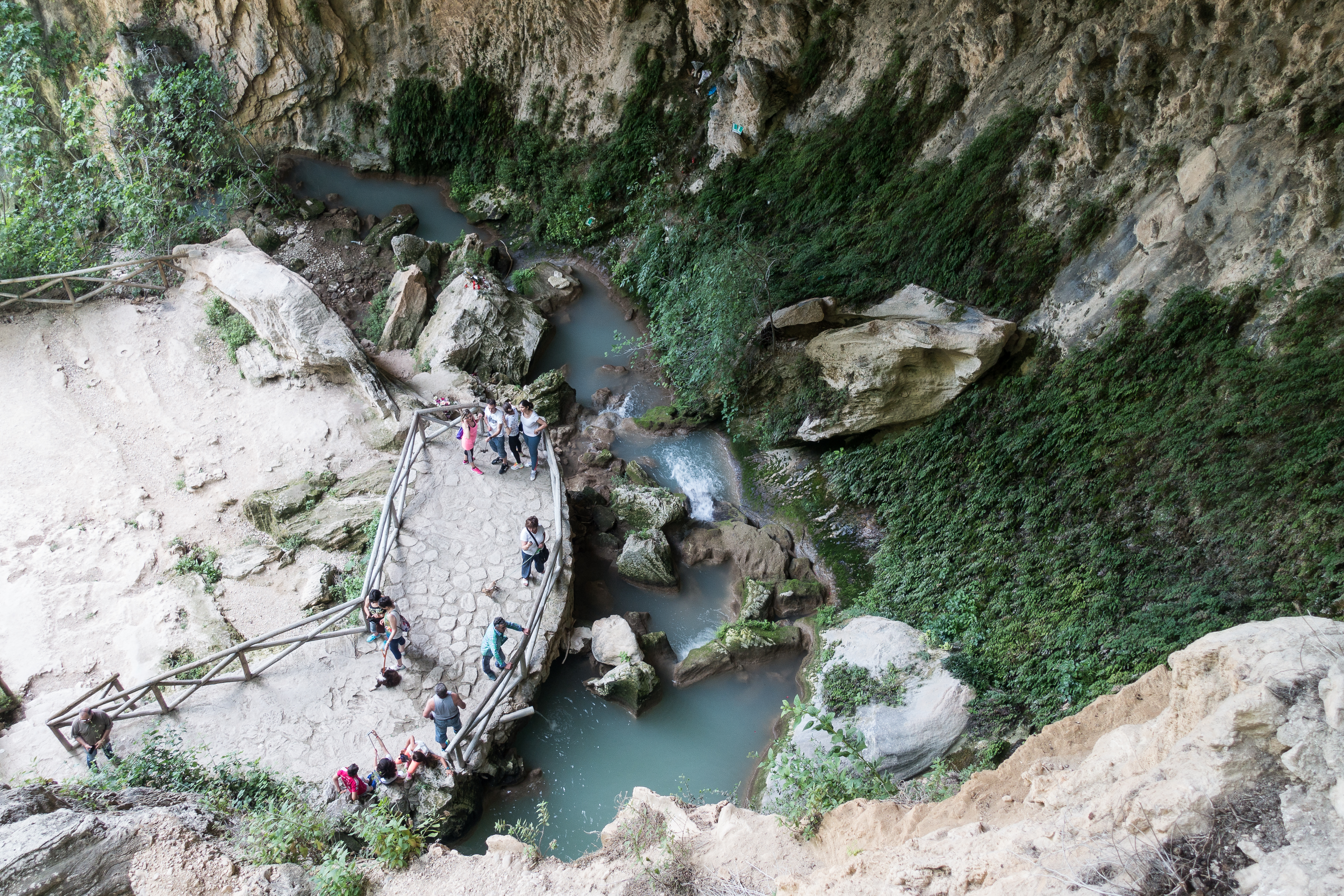
Interior de la Cueva del Agua de Tíscar.

La Cueva del Agua de Tíscar es una gruta natural de naturaleza calcárea localizada en Tíscar, municipio de Quesada, provincia de Jaén (Andalucía, España). Su formación se debe a la erosión del río Tíscar, que ha excavado una profunda garganta por donde transcurre mediante saltos, cascadas y fuentes, para confluir en el llamado Pilón Azul, situado en las proximidades de la aldea de Belerda. Está declarada monumento natural de tipología mixta (geológica y paisajística) por la Junta de Andalucía (23 de abril de 2019).

## Descripción
La Cueva del Agua de Tíscar es una de las primeras grutas naturales descubiertas en España, conocida también como Gruta de las Maravillas, debido a la luz, agua y formas espectaculares de saltos de agua en época de deshielo y sus formaciones estalactíticas. Durante milenios, la acción modeladora del agua del rio Tíscar sobre la piedra caliza del Monte del Caballo ha esculpido en sus muros estalactitas. El agua aparece y desaparece en este tramo, y se precipita filtrándose en la roca creando a su paso cuevas, fuentes y cascadas, en el que se han encontrado pinturas rupestres, la huella de sus primeros habitantes. Esta cueva se encuentra incluida en el catálogo de manantiales y fuentes de Andalucía de la Consejería de Agricultura, Ganadería, Pesca y Desarrollo Sostenible.
El acceso al interior de la misma se realiza a través de un túnel cavado en la roca de 15 metros de longitud. A continuación, unas escaleras dirigen a una plataforma que sirve como mirador del interior de la cueva.

## Flora
En la oquedad y su entorno destaca la presencia de vegetación asociada a la roca y que precisa de humedad, como culantrillos, hiedras y flor de viuda.

## Leyenda de la Virgen de Tíscar
La Cueva del Agua es protagonista de una leyenda, conocida como «Milagro de la Virgen de Tíscar», en la que se relata que dicha Virgen se le apareció a Mohammed Abdón, alcaide de la fortaleza de Tíscar, para aconsejarle que debía rendirse, con el fin de evitar la muerte en uno y otro bando (entre moros y cristianos, siglo XIV). Los árabes decidieron entonces arrojar la talla a la Cueva del Agua desde la Peña Negra, hasta en siete ocasiones, todas las cuales retornaba a su camarín tras el lanzamiento. Hasta una última vez, en la que la imagen se destrozó, pero recuperada la fortaleza por parte de los cristianos, recogieron los pedazos en la cueva y la llevaron a restaurar a Toledo, que, de manera también milagrosa, retornaron a Tíscar restaurados en la talla original.